# (36359) 2000 OE3
2000 OE3 (asteroide 36359) é um asteroide da cintura principal. Possui uma excentricidade de 0.22428740 e uma inclinação de 5.05936º.
Este asteroide foi descoberto no dia 23 de julho de 2000 por LINEAR em Socorro.